# Peter Inselkammer (Gastronom, 1970)
Peter Franz Josef Inselkammer (* 21. Februar 1970) ist ein deutscher Gastwirt und Unternehmer aus der Familie Inselkammer.

## Leben
Peter Inselkammer ist das älteste der drei Kinder von Peter sen. und Josefa „Peppi“ Inselkammer und damit Enkel von Franz Seraph Inselkammer. Er hat eine Schwester und einen Bruder.
Nach seiner Schulausbildung absolvierte er eine Ausbildung zum Hotelkaufmann und studierte Betriebswirtschaftslehre. Anschließend verbrachte er eine längere Zeit in den Vereinigten Staaten. Ab 1999 stieg er in den väterlichen Betrieb ein, dem unter anderem das Platzl Hotel, das Restaurant Pfistermühle und weitere Liegenschaften in München – insbesondere am Platzl – angehören. Im Jahr 2000 wurde er Geschäftsführer der Gast- und Vergnügungsstätten Platzl KG, 2014 übernahm er die operative Leitung des Platzl Hotels. Seit 2000 gehört das Wirtshaus Ayingers am Platzl zum Besitz Inselkammers und wenig später kamen die Platzl-Gassen hinzu.
Im Jahr 2015 übernahm Peter Inselkammer von seinem Vater die Position des Wiesnwirts im Armbrustschützenzelt auf dem Münchner Oktoberfest, die dieser seit 1990 innehatte. Bereits seit 1997 hielt er die Konzession gemeinsam mit seinem Vater. Ende 2017 wurde Peter Inselkammer zum Sprecher der Wiesnwirte gewählt.
Peter Inselkammer hat mit seiner Frau Katharina vier Kinder. Seit 1992 ist er Mitglied der katholischen Studentenverbindung KDStV Rupertia Regensburg im CV.